# Тей (река)
Тей (англ. Tay; гэльск. Tatha) — шестая по длине река в Великобритании и самая длинная в Шотландии (193 км). Водосборный бассейн реки составляет 6216 км² и является крупнейшим на территории Шотландии.
Река Тей берёт начало на северных склонах горы Бен-Луй и течёт в восточном направлении через центр Шотландии. В верхнем течении носит названия Филлан и Дохарт. У населённого пункта Киллин образует озеро Лох-Тей длиной 24 км. Ниже в Тей впадают реки Таммел, Лун и Эрн. У города Перт начинается эстуарий Ферт-оф-Тей, который у города Данди впадает в Северное море. Близ Перта через Тей проходит мост Фриартон-Бридж.

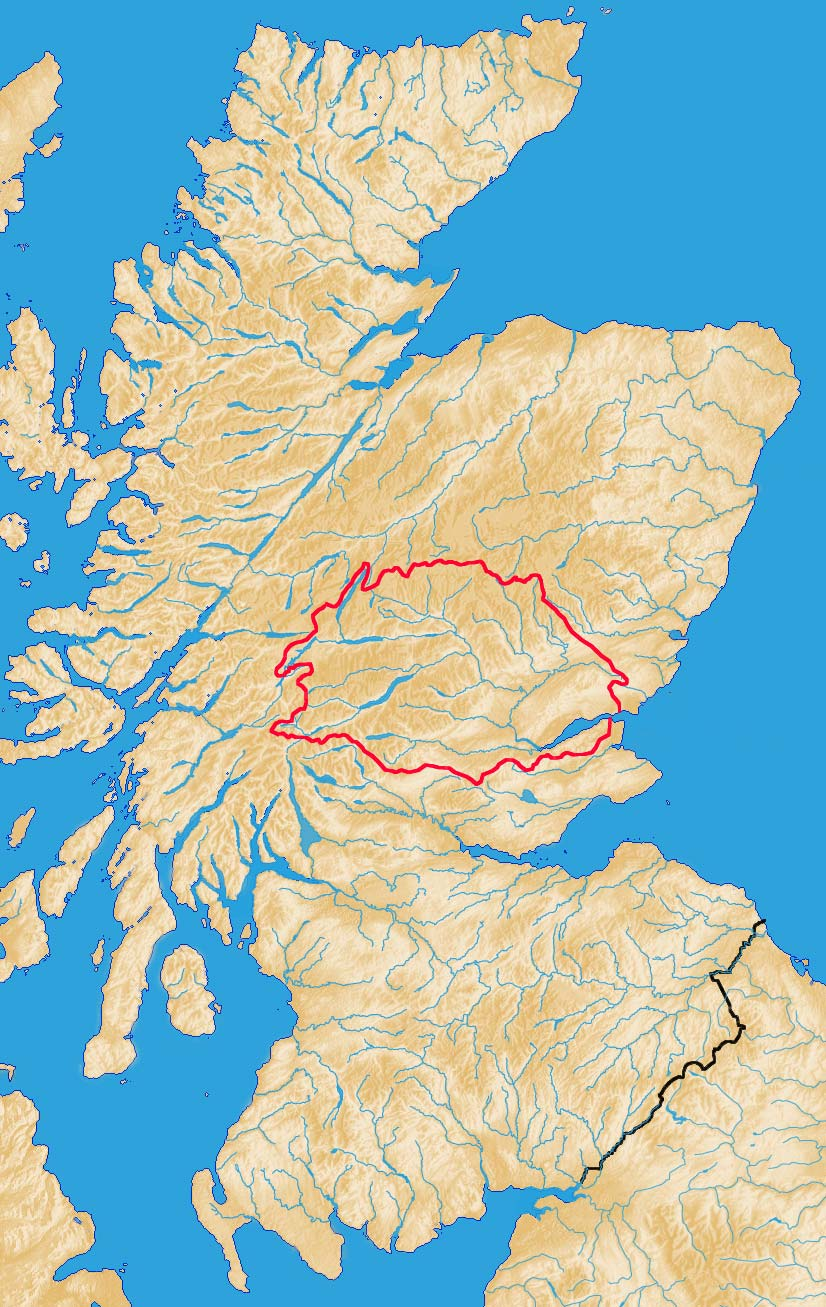
Бассейн реки

Среднее значение расхода воды за год — 167 м³/с (что по некоторым источникам является наибольшим значением в Великобритании). В паводок расход может составлять до 7 млн м³/час, из-за чего с 1210 по 1993 год в Перте было зафиксировано 34 наводнения. В настоящее время сток регулируется (в том числе Гидроэнергетическая система Таммел).